# Пут на Месец (филм)
Пут на Месец (фр. Le voyage dans la lune) француски је краткометражни неми црно-бели научнофантастични филм из 1902. у режији Жоржа Мелијеса. Сценарио се темељи на истоименом роману француског писца Жила Верна. Радња прати групу астронаута који уз помоћ великог топа путују на Месец, где се сусрећу са тамошњим становницима − Селенитима. Након сукоба, Земљани успевају да побегну и срећно слете натраг на Земљу. Мелијес га је режирао у свом препознатљивом позоришном стилу. Такође је тумачио и главну улогу професора Барбенфуија. Иако је сачињен од само 14 сцена, снимљен је за три месеца и са, за то време, нечувеним буџетом од 10.000 франака (данашњих 4.000.000 евра). Иако је убрзо након премијере стекао интернационални успех, Мелијас на њему није зарадио, пошто је филм био масовно пиратизован. Тако је амерички научник Томас Едисон, по чијем је налогу направљена једна од пиратских копија, стекао велику материјалну корист приказујући га по америчким биоскопима, док је, насупрот њему, Мелијес убрзо банкротирао.
Пут на Месец је временом стекао статус једног од најзначајнијих остварења у историји кинематографије. Његова дужина, иновативни специјални ефекти, раскошна продукција и фокусирање на приповедање извршили су снажан утицај на следећу генерацију филмских стваралаца и рађање наративног филма. Сцена у којој се ракета забија у око антропоморфног Месеце временом је постала једна од најчешће цитираних сцена у филмској историји. Осим црно-беле верзије, 1993. је откривена оригинална ручно обојена верзија, која је рестаурирана 2011. године.

## Радња
На састанку Астрономског клуба, његов председник, професор Барбенфуи, предлаже експедицију на Месец. Након што су се позабавили неким неслагањима, пет других храбрих астронома — Нострадамус, Алкофрисба, Омега, Микромегас, и Парафарагарамус — пристали су на план. Изграђена је свемирска капсула у облику метка, заједно са огромним топом која ће је лансирати у свемир. Астрономи се укрцавају и њихова капсула је испаљена из топа уз помоћ „маринаца”, од којих већину играју младе жене у морнарским оделима. Лице Месеца посматра капсулу док се приближава, и, у чувеној сцени, погоди га у око.
Безбедно слетевши на Месец, астрономи излазе из капсуле (без потребе за свемирским оделима или уређајима за дисање) и посматрају како се Земља издиже у даљини. Исцрпљени путовањем, одмотају ћебад и спавају. Док спавају, пролази комета, појављују се Велика кола са људским лицима која вире из сваке звезде, стари Сатурн се нагиње кроз прозор на својој прстенованој планети, а Феба, богиња Месеца, седи у љуљашци у облику полумесеца. Феба изазива снежне падавине које буди астрономе и они траже склониште у пећини где откривају џиновске печурке. Један астроном отвара свој кишобран, који се брзо укорењује и сам се претвара у џиновску печурку.
У овом тренутку се појављује Селенит (инсектоидни ванземаљски домородац Месеца, назван по Селени, једној од грчких богиња месеца), али га астроном лако убије, јер ова створења експлодирају ако их ударе силом. Појављује се више Селенита и астрономима постаје све теже да их униште док су окружени. Селенити хватају астрономе и одводе их у палату свог краља. Један астроном подиже селенитског краља са престола и баци га на земљу, због чега овај експлодира.
Астрономи трче назад у своју капсулу док настављају да ударају Селените који их јуре, а петорица улазе унутра. Шести астроном, сам Барбенфуи, користи конопац да преврне капсулу преко ивице Месецу и у свемир. Један Селенит покушава да заузме капсулу у последњем тренутку. Астроном, капсула и Селенит падају кроз свемир и слећу у океан на Земљи, где их спашава брод и извлачи на обалу. Последња секвенца (недостаје у неким верзијама филма) приказује слављеничку параду у част повратка путника, укључујући приказ заробљеног Селенита и откривање комеморативне статуе са мотом „Labor omnia vincit”.

## Улоге
| Глумац          | Улога              |
| --------------- | ------------------ |
| Жорж Мелијес    | професор Барбенфуи |
| Блете Бернон    | Феба               |
| Франсоа Лалемон | морнарички официр  |
| Анри Деланој    | капетан ракете     |
| Жил-Ежен Легри  | лидер параде       |
| Виктор Андре    | астроном           |